# 比拉凯迪
比拉凯迪（Bhilakhedi），是印度中央邦Hoshangabad县的一个城镇。总人口11161（2001年）。

## 人口
该地2001年总人口11161人，其中男性5879人，女性5282人；0—6岁人口1142人，其中男610人，女532人；识字率82.09%，其中男性为87.34%，女性为76.24%。